# كويخة
كويخة منطقة عراقية في جنوب مدينة السلمان بقضاء السلمان بصحراء الحجرة بالبادية العراقية بجنوب العراق، ، أرضها سبخة، وفيها بئر ماؤها غزير (خرايج) شديدة الملوحة، عمقها 35 متراً حفرها (الوهوب) من عشيرة حرب في غرب منطقة ساعة الله. ذُكر أن فيها مقبرة جماعية لمعارضين لحكومة حزب البعث في ثمانينات القرن العشرين. وحتى سنة 2023 كان فيها كما في أرجاء البادية العراقية الجنوبية ألغام ومخلفات حربية منتشرة تُباغت رعاة الغنم والصيّادين وتصيبهم إصابات متفاوتة، ولذلك ألزمَت الأممُ المتحدة العراقَ "أن يكون خاليا من الألغام ومخلفات الحروب والمقذوفات الحربية خلال العام 2028".